# Piper sneidernii
Piper sneidernii är en pepparväxtart som beskrevs av Truman George Yuncker. Piper sneidernii ingår i släktet Piper och familjen pepparväxter. Inga underarter finns listade i Catalogue of Life.